# Ulefone
UleFone è una società cinese specializzata in smartphone, notebook e dispositivi mobili. Fondata nel 2015, con sede a Shenzhen, nel Tsinghua High-Tech Park. Il marchio è di proprietà di una società chiamata Gotron Electronic Group LTD. (HK), un produttore cinese di smartphone fondato nel 2010, uno dei maggiori produttori mondiali di dispositivi mobili e accessori.  
Ulefone produce smartphone Android venduti in oltre 40 paesi in tutto il mondo.  
Il marchio Ulofone produce gli smartphone "rugged" della serie Armor e Armor X, robusti e progettati per essere impermeabili (secondo gli standard IP68 e IP69K), l'Ulefone Armor 9 con fotocamera termica, l'Ulefone Armor 12 5G, con tecnologia 5G, e gli smartphone della serie Note. 
Anche gli smartwatch e i tablet sono prodotti con il sistema operativo Android.

## Modelli
Ulefone Armor 6E, Ulefone Armor 7, Ulefone Armor 8/X8,Ulefone Armor 8/Pro, Ulefone Armor 9E,  Ulefone Armor 11/11T,Power Armor X11 Pro, Ulefone Armor 12 5G, Ulefone Armor 19T, Ulefone Armor 18T, Ulefone Armor 20WT, Ulefone Armor 21,Ulefone Armor 25T Pro, Ulefone Note 6T, Ulefone Note 10P, Ulefone Note 14, Ulefone Note 15, Ulefone Note 16, Ulefone Note 16 Pro.